# مافيا هولندية
مافيا هولندية (وتعرف باسم بينوزي) هي منظمة إجرامية تأسست في أمستردام ومدن رئيسية أخرى في هولندا. وتعد كلمة بينوزي كلمة عامية مستنبطة من لغة أمستردام القديمة التي تحيل إلى المنظمات التي شكلها المجرمون من أصل هولندي.